# Uxbridge and South Ruislip

Valkretsen i Storlondon.

Uxbridge and South Ruislip är en av de 650 valkretsarna till det brittiska underhuset i Storbritannien. Sedan 2015 sitter Boris Johnson (konservativ) som ledamot för Uxbridge and South Ruislip. Valkretsen skapades 2010.

## Ledamöter
|  | Val  | Kandidat      | Parti                |
|  | ---- | ------------- | -------------------- |
|  | 2010 | John Randall  | Konservativa partiet |
|  | 2015 | Boris Johnson | Konservativa partiet |

## Val
| Parlamentsvalet 2019: Uxbridge and South Ruislip                                       | Parlamentsvalet 2019: Uxbridge and South Ruislip | Parlamentsvalet 2019: Uxbridge and South Ruislip | Parlamentsvalet 2019: Uxbridge and South Ruislip | Parlamentsvalet 2019: Uxbridge and South Ruislip |
| -------------------------------------------------------------------------------------- | ------------------------------------------------ | ------------------------------------------------ | ------------------------------------------------ | ------------------------------------------------ |
|                                                                                        |                                                  |                                                  |                                                  |                                                  |
| Partier                                                                                | Andel                                            |                                                  | Antal                                            |                                                  |
| Konservativa partiet                                                                   | 52,6 %                                           |                                                  | 25351                                            |                                                  |
| Konservativa partiet                                                                   | +1,8 %                                           |                                                  | +1635                                            |                                                  |
| Labour                                                                                 | 37,6 %                                           |                                                  | 18141                                            |                                                  |
| Labour                                                                                 | -2,4 %                                           |                                                  | -541                                             |                                                  |
| Liberaldemokraterna                                                                    | 6,3 %                                            |                                                  | 3026                                             |                                                  |
| Liberaldemokraterna                                                                    | +2,3 %                                           |                                                  | +1191                                            |                                                  |
| Green                                                                                  | 2,3 %                                            |                                                  | 1090                                             |                                                  |
| Green                                                                                  | +0,4 %                                           |                                                  | +206                                             |                                                  |
| Övriga partier                                                                         | 1,2 %                                            |                                                  | 579                                              |                                                  |
| Övriga partier                                                                         | +1,2 %                                           |                                                  | +579                                             |                                                  |
| Valdeltagande                                                                          | 68,5 %                                           |                                                  | 48187                                            |                                                  |
| Valdeltagande                                                                          | +1,7 %                                           |                                                  | +1493                                            |                                                  |
| Kandidater: CON: Boris Johnson, LAB: Ali Milani, LDM: Joanne Humphreys, GRN: Mark Keir |                                                  |                                                  |                                                  |                                                  |

| Parlamentsvalet 2017: Uxbridge and South Ruislip                                                      | Parlamentsvalet 2017: Uxbridge and South Ruislip | Parlamentsvalet 2017: Uxbridge and South Ruislip | Parlamentsvalet 2017: Uxbridge and South Ruislip | Parlamentsvalet 2017: Uxbridge and South Ruislip |
| --- | ------------------------------------------------ | ------------------------------------------------ | ------------------------------------------------ | ------------------------------------------------ |
| |                                                  |                                                  |                                                  |                                                  |
| Partier                                                                                               | Andel                                            |                                                  | Antal                                            |                                                  |
| Konservativa partiet                                                                                  | 50,8 %                                           |                                                  | 23716                                            |                                                  |
| Konservativa partiet                                                                                  | +0,6 %                                           |                                                  | +1205                                            |                                                  |
| Labour                                                                                                | 40,0 %                                           |                                                  | 18682                                            |                                                  |
| Labour                                                                                                | +13,6 %                                          |                                                  | +6866                                            |                                                  |
| Liberaldemokraterna                                                                                   | 3,9 %                                            |                                                  | 1835                                             |                                                  |
| Liberaldemokraterna                                                                                   | -1,0 %                                           |                                                  | -380                                             |                                                  |
| UKIP                                                                                                  | 3,4 %                                            |                                                  | 1577                                             |                                                  |
| UKIP                                                                                                  | -10,8 %                                          |                                                  | -4769                                            |                                                  |
| Green                                                                                                 | 1,9 %                                            |                                                  | 884                                              |                                                  |
| Green                                                                                                 | -1,3 %                                           |                                                  | -530                                             |                                                  |
| Valdeltagande                                                                                         | 66,8 %                                           |                                                  | 46694                                            |                                                  |
| Valdeltagande                                                                                         | +3,4 %                                           |                                                  | +1883                                            |                                                  |
| Kandidater: CON: Boris Johnson, LAB: Vincent Lo, LDM: Rosina Robson, UKIP: Lizzy Kemp, GRN: Mark Keir |                                                  |                                                  |                                                  |                                                  |

| Parlamentsvalet 2015: Uxbridge and South Ruislip                                                         | Parlamentsvalet 2015: Uxbridge and South Ruislip | Parlamentsvalet 2015: Uxbridge and South Ruislip | Parlamentsvalet 2015: Uxbridge and South Ruislip | Parlamentsvalet 2015: Uxbridge and South Ruislip |
| --- | ------------------------------------------------ | ------------------------------------------------ | ------------------------------------------------ | ------------------------------------------------ |
| |                                                  |                                                  |                                                  |                                                  |
| Partier                                                                                                  | Andel                                            |                                                  | Antal                                            |                                                  |
| Konservativa partiet                                                                                     | 50,2 %                                           |                                                  | 22511                                            |                                                  |
| Konservativa partiet                                                                                     | +1,9 %                                           |                                                  | +753                                             |                                                  |
| Labour                                                                                                   | 26,4 %                                           |                                                  | 11816                                            |                                                  |
| Labour                                                                                                   | +3,0 %                                           |                                                  | +1274                                            |                                                  |
| UKIP | 14,2 %                                           |                                                  | 6346                                             |                                                  |
| UKIP | +11,4 %                                          |                                                  | +5112                                            |                                                  |
| Liberaldemokraterna                                                                                      | 4,9 %                                            |                                                  | 2215                                             |                                                  |
| Liberaldemokraterna                                                                                      | -15,0 %                                          |                                                  | -6780                                            |                                                  |
| Green | 3,2 %                                            |                                                  | 1414                                             |                                                  |
| Green | +2,1 %                                           |                                                  | +937                                             |                                                  |
| Övriga partier                                                                                           | 1,1 %                                            |                                                  | 509                                              |                                                  |
| Övriga partier                                                                                           | -0,4 %                                           |                                                  | -165                                             |                                                  |
| Valdeltagande                                                                                            | 63,4 %                                           |                                                  | 44811                                            |                                                  |
| Valdeltagande                                                                                            | +0,1 %                                           |                                                  | -265                                             |                                                  |
| Kandidater: CON: Boris Johnson, LAB: Chris Summers, UKIP: Jack Duffin, LDM: Michael Cox, GRN: Graham Lee |                                                  |                                                  |                                                  |                                                  |

| Parlamentsvalet 2010: Uxbridge and South Ruislip                                                                            | Parlamentsvalet 2010: Uxbridge and South Ruislip | Parlamentsvalet 2010: Uxbridge and South Ruislip | Parlamentsvalet 2010: Uxbridge and South Ruislip | Parlamentsvalet 2010: Uxbridge and South Ruislip |
| --- | ------------------------------------------------ | ------------------------------------------------ | ------------------------------------------------ | ------------------------------------------------ |
| |                                                  |                                                  |                                                  |                                                  |
| Partier | Andel                                            |                                                  | Antal                                            |                                                  |
| Konservativa partiet | 48,3 %                                           |                                                  | 21758                                            |                                                  |
| Konservativa partiet |                                                  |                                                  |                                                  |                                                  |
| Labour | 23,4 %                                           |                                                  | 10542                                            |                                                  |
| Labour |                                                  |                                                  |                                                  |                                                  |
| Liberaldemokraterna | 20,0 %                                           |                                                  | 8995                                             |                                                  |
| Liberaldemokraterna |                                                  |                                                  |                                                  |                                                  |
| BNP | 3,1 %                                            |                                                  | 1396                                             |                                                  |
| BNP |                                                  |                                                  |                                                  |                                                  |
| UKIP | 2,7 %                                            |                                                  | 1234                                             |                                                  |
| UKIP |                                                  |                                                  |                                                  |                                                  |
| Green | 1,1 %                                            |                                                  | 477                                              |                                                  |
| Green |                                                  |                                                  |                                                  |                                                  |
| Övriga partier | 1,5 %                                            |                                                  | 674                                              |                                                  |
| Övriga partier |                                                  |                                                  |                                                  |                                                  |
| Valdeltagande | 63,3 %                                           |                                                  | 45076                                            |                                                  |
| Valdeltagande |                                                  |                                                  |                                                  |                                                  |
| Kandidater: CON: John Randall, LAB: Sidharath Garg, LDM: Mike Cox, BNP: Diane Neal, UKIP: Mark Wadsworth, GRN: Mike Harling |                                                  |                                                  |                                                  |                                                  |